# Nicolás Guillén
Nicolás Cristóbal Guillén Batista (Camagüey, Cuba, 10 de juliol de 1902 - L'Havana, Cuba, 16 de juliol de 1989) va ser un poeta cubà. Guillén va ser, al costat de José Martí, el Poeta Cubà per antonomàsia.
La seva producció poètica gira al voltant de dos grans temes: l'exaltació del negre i la situació social. Gràcies al valor intrínsec de la seva obra, així com al de la d'Emilio Ballagas i Luis Palés Matos, els problemes de l'ètnia negra han adquirit relleu i categoria dins de l'àmbit de la literatura de la llengua espanyola. Al costat de composicions que imiten el ritme de les danses negres, hi ha les d'intenció social, en les quals es barreja una mena de messianisme ètnic. La seva militància comunista, que data de 1937, li va valer presons i persecucions. El 1954 va ser guardonat amb el Premi Lenin de la Pau entre els pobles.
Quan es va instaurar règim revolucionari, el 1959, va ser un dels seus defensors més destacats. Després de la revolució va compondre poemaris com Tengo (1964) o El diario que a diario (1972).
El 1961 va ser elegit president de la Unió Nacional d'Escriptors i Artistes de Cuba.
Molts dels seus poemes han estat musicalitzats per artistes com Ignacio Villa, Quilapayún, Paco Ibáñez, Inti Illimani i Xulio Formoso, que va enregistrar l'any 1975 un àlbum completament dedicat a la seva obra, titulat Guillén el del son entero.

## Obra poètica
- Poemas de transición (1927-1931)
- Cerebro y corazón (1928)
- Motivos de son (1930)
- España (1937)
- El son entero (1947)
- El soldado Miguel Paz y el sargento José Inés
- Elegías (1948-1958)
- La paloma de vuelo popular (1958)
- Tengo (1964)
- En algún sitio de la primavera (1966)
- El gran zoo (1967)
- La rueda dentada (1972)
- El diario que a diario (1972)
- Por el mar de las Antillas anda un barco de papel (1977-1978)
- Sol de domingo
- Hay Que Tener Bolunta
- Balada de los dos abuelos
- Soldadito Boliviano
- La Muralla
- Sensemayá